# Cosmorhoe
Cosmorhoe is een geslacht van vlinders uit de familie spanners (Geometridae) en de onderfamilie Larentiinae.

## Soorten
- C. argentilineata Moore, 1867
- C. chalybearia Moore, 1867
- C. dispar Warren, 1897
- C. maia Prout, 1940
- C. minna Butler, 1881
- C. multipunctata Staudinger, 1897
- C. neelys Prout, 1940
- C. ocellata Linnaeus, 1758 - blauwbandspanner
- C. opistholasia Prout, 1926
- C. otregiata Metcalfe, 1917
- C. producta Prout, 1922
- C. rotundaria Leech, 1897
- C. siderifera Moore, 1888
- C. suffumata Schiffermüller, 1775
- C. synthetica Prout, 1922
- C. tunkinskata Heydemann, 1936